# Kaple svaté Barbory (Grabštejn)
Kaple svaté Barbory na zámku Grabštejn je bohatě zdobená sakrální prostora datovaná k roku 1569. Díky výzdobě a náročnému vnitřnímu vybavení je kaple považována za jednu z perel renesance a raného manýrismu v Čechách. Jako součást hradu a zámku Grabštejn je od roku 1966 je chráněna jako kulturní památka.

## Historie
Zámecká kaple na Grabštejně je doložená již v roce 1387, 1391 a v roce 1393. Renesančně ji dal v roce 1569 přestavět Jiří Mehl ze Střelic. Původní figurální a ornamentální výmalba byla počátkem 19. století přemalována. Restaurovány byly roce 1908 Pavlem Bergnerem z Prahy.

## Architektura
Kaple je obdélná. Má také dvě obdélná okna. Je sklenutá třemi kříži s hřebínky. Na severní straně je klenba zasazena na hranolových pilířích, mezi kterými probíhá empora a oratoř. Vzadu je zděná kruchta na dvou sloupech. Celý interiér je pokryt nástěnnými malbami ze druhé poloviny 16. století. Podle nejnovějších výzkumů je autorem maleb v kapli nejspíše Heinrich Bocksberger, malíř salcburského původu, pokládaný též za autora slavného, tzv. Malého postního plátna v blízké Žitavě. Malby představují grotesky, figury andělů, světců, alegorie Ctností a Nectností. Na stěnách a klenbách se nacházejí medailóny ve kterých jsou zobrazeny figurální výjevy ze života Ježíše Krista a Panny Marie. V hlavním medailónu se nachází obraz Posledního soudu.
K vybavení patří rámový oltář, který je dvoupatrový. Je na něm kopie původní renesanční tabule znázorňující Pannu Marii (Maria im Grünen) pečující o zahradu od saského mistra z počátku 16. století. Originál obrazu visel v gallasovském paláci ve Vídni. Obraz byl poškozen při požáru v roce 1843. V nástavci oltáře je obraz Ukřižování od Josefa Berglera z roku 1819. Na oltářní menze je gotická dřevořezba sv. Barbory. Čtyři lavice pocházející ze 16. století jsou opatřeny malovanými groteskami. Před kaplí je hala s původním schodištěm na kruchtu. V letech 2005–2009 byla kaple zrestaurována.